# Капуа
Капуа (итал. Capua) је италијански град у провинцији Касерта, Кампанија, који се налази на 25 километара северно од Напуља, на североистчној ивици кампанијске долине. Град се често меша са Санта Марија Капуа Ветере, старим градом данашњег града Капуе и седишта амфитеатра. Град Капуа се основао на темељима старог града Капуе (данас, Санта Марија Капуа Вентере) који су 841. године уништили Сарацени.
Данас град Капуа броји нешто мање од 20.000 становника.

## Становништво
Према резултатима пописа становништва 2011. у општини је живело 19.036 становника.
| 1931.  | 1936.  | 1951.  | 1961.  | 1971.  | 1981.  | 1991.  | 2001.  | 2011.  |
| ------ | ------ | ------ | ------ | ------ | ------ | ------ | ------ | ------ |
| 14.143 | 14.072 | 15.931 | 18.242 | 17.582 | 17.977 | 18.845 | 19.041 | 19.036 |